# 对羟基汞苯甲酸
对羟基汞苯甲酸（英語：p-hydroxymercuribenzoic acid，缩写为pHMB）也称为对羟基汞基苯甲酸，是一种巯基试剂，它可与半胱氨酸的巯基反应，从而达到分开两个半胱氨酸残基的目的。对羟基汞苯甲酸具有毒性，加热后可分解产生汞蒸气。